# تور آرنه أندرياسن
تور آرنه أندرياسن (بالنرويجية البوكمول: Tor Arne Andreassen)‏ (16 مارس 1983 في النرويج - ) هو لاعب كرة قدم نرويجي في مركز الوسط. لعب مع نادي هاوغسوند وSK Vard Haugesund ‏.

## وصلات خارجية
- تور آرنه أندرياسن على موقع قاعدة بيانات كرة القدم.إي يو (الإنجليزية)